# Fable
Fable este o serie de jocuri video de rol (RPG) dezvoltată inițial de Lionhead Studios și publicată de Xbox Game Studios (anterior Microsoft Game Studios). Primul joc din serie, Fable, a fost lansat în 2004 pentru Xbox și ulterior pentru Microsoft Windows și Mac OS X. Jocul a fost apreciat pentru mecanicile sale inovatoare, povestea captivantă și posibilitatea de a face alegeri morale care influențează dezvoltarea personajului și lumea jocului.

## Dezvoltare și Lansare
Fable a fost creat de Peter Molyneux, un designer de jocuri britanic cunoscut pentru promisiunile sale ambițioase și pentru abordările inovatoare în designul jocurilor video. Lionhead Studios a început dezvoltarea jocului la sfârșitul anilor 1990, cu obiectivul de a crea un RPG care să ofere jucătorilor o libertate extraordinară de a-și forma propria poveste prin alegerile făcute.
Jocul a fost lansat inițial pentru Xbox în septembrie 2004 și a primit recenzii pozitive pentru gameplay-ul său inovator, grafica impresionantă și povestea captivantă. Succesul jocului a dus la lansarea unor versiuni îmbunătățite și a continuărilor.

## Poveste
Fable este plasat în lumea fantastică Albion, un tărâm plin de magie, creaturi mitice și eroi legendari. Jucătorul controlează un personaj cunoscut inițial ca "Eroul din Oakvale", care pornește într-o călătorie epică după ce satul său este atacat de bandiți, iar familia sa este ucisă sau răpită.
Pe parcursul jocului, jucătorii pot alege să urmeze o cale a binelui sau a răului, influențând astfel modul în care personajul și lumea din jurul său se dezvoltă. Alegerile morale ale jucătorului afectează aspectul fizic al personajului, relațiile cu NPC-urile (personaje non-jucătoare) și finalul jocului.

## Gameplay
Fable combină elemente tradiționale de RPG cu mecanici inovatoare de gameplay. Jucătorii pot explora lumea deschisă a Albionului, completând misiuni principale și secundare, interacționând cu NPC-urile și luptând cu diverse creaturi și inamici.

### Caracteristici principale
- Alegeri morale: Jucătorii pot alege să facă fapte bune sau rele, influențând astfel reputația și aspectul eroului lor. Aceste alegeri afectează și modul în care NPC-urile reacționează la jucător.
- Personalizare: Jucătorii pot personaliza aspectul și abilitățile personajului prin intermediul unui sistem de experiență și progresie. Eroul poate învăța noi abilități de luptă, magie și meșteșuguri.
- Luptă: Sistemul de luptă permite jucătorilor să folosească arme corp la corp, arme de distanță și vrăji magice pentru a învinge inamicii.
- Explorare: Lumea deschisă a Albionului este plină de zone diverse, de la orașe și sate la păduri, peșteri și ruine antice.

## Expansiuni și Remake-uri
Fable: The Lost Chapters este o versiune extinsă a jocului original, lansată în 2005 pentru Xbox și Microsoft Windows. Aceasta adaugă conținut nou, inclusiv misiuni, zone de explorat, arme și vrăji.
Fable Anniversary, un remake HD al jocului original și al Fable: The Lost Chapters, a fost lansat în 2014 pentru Xbox 360 și ulterior pentru PC. Această versiune îmbunătățită oferă grafică modernizată, un sistem de salvare actualizat și alte îmbunătățiri de gameplay.

## Continuări și Spinoff-uri
Seria Fable a continuat cu mai multe titluri:
- Fable II (2008): Situat la câteva sute de ani după evenimentele din primul joc, Fable II introduce noi mecanici de joc, cum ar fi co-op multiplayer, un sistem de familie și o lume mai mare și mai detaliată.
- Fable III (2010): Acțiunea are loc la cincizeci de ani după evenimentele din Fable II și se concentrează pe o revoluție pentru a răsturna un tiran. Jucătorii preiau rolul unui prinț sau prințesă care devine liderul Albionului.
- Fable: The Journey (2012): Un spinoff pentru Xbox 360 cu suport pentru Kinect, oferind o experiență de joc diferită, axată pe mișcare și control gestual.
- Fable Legends: Un joc multiplayer online planificat, care a fost anulat înainte de lansare în 2016.

## Receptarea Critică
Fable a fost bine primit de critici și jucători deopotrivă, fiind lăudat pentru libertatea oferită jucătorilor și pentru povestea sa captivantă. Cu toate acestea, unii critici au menționat că jocul nu a atins toate promisiunile făcute de Peter Molyneux înainte de lansare. În ciuda acestui fapt, Fable a devenit un clasic al genului RPG și a stabilit fundația pentru continuările sale.

## Impact și Influență
Fable a avut un impact semnificativ asupra genului RPG, fiind unul dintre primele jocuri care a pus un accent atât de mare pe alegerile morale și consecințele lor. Seria a influențat multe jocuri ulterioare, în special în ceea ce privește modul în care povestea și gameplay-ul sunt interconectate.

## Viitorul Seriei
În iulie 2020, Microsoft a anunțat oficial un nou joc Fable, dezvoltat de Playground Games. Acesta promite să reînvie seria cu grafică de ultimă generație și noi mecanici de gameplay, păstrând în același timp spiritul și umorul care au făcut seria originală atât de populară.

## Moștenire
Fable rămâne un pilon important în istoria jocurilor de rol, cunoscut pentru inovarea sa în ceea ce privește alegerile morale și impactul acestora asupra poveștii și gameplay-ului. Cu continuări și remake-uri care au extins și îmbunătățit formula originală, Fable continuă să fie o serie iubită de fani și să inspire noi generații de jucători și dezvoltatori.